# Poa dissanthelioides
Poa dissanthelioides là một loài cỏ trong họ hòa thảo, thuộc chi poa.